# Pont 8 Novembre
La Pont 8 novembre est une bifurcation de deux branches d’autoroutes guinéennes Autoroute  Fidel Castro et la Route le Prince puis trois routes (la corniche nord, la corniche sud et la route nationale N1 en direction du centre ville Kaloum). La bifurcation est située à Conakry près de palais du peuple dans la commune de Kaloum.
Son nom fait référence au 8 novembre 1964, date à laquelle le président Sékou Touré promulgue, lors d'un grand meeting, la loi-cadre du même nom, qui renforce son pouvoir personnel et la mainmise de l'État.

## Directions
- Vers l'est, l'Autoroute Fidel Castro part en direction de l'Aéroport international de Conakry pour s'achever au kilomètre 36 (35 km).
- Vers le nord, la Corniche Nord part en direction de Dixinn au nord, Ratoma au nord pour finir au rond-point de Sonfonia (27 km).
- Vers le Nord est, la Route Le Prince part en direction du stade 28 septembre (4km) et Hamdallaye (18 km) en direction de Kagbelen.
- Vers l'Est, la Nationale N1 (Guinée) part en direction du centre ville Kaloum.

## Art et décoration
Des graffiti des icônes de l’indépendance africaine décorent les façades de l'échangeur du pont 8 novembre .

## Fait marquant
Pendaison du 25 janvier 1971, quatre hauts fonctionnaires guinéens sont pendus sur le pont 8 novembre pour trahison notamment Ousmane Balde, Barry III, Moriba Magassouba et Kara Soufiana Keita sous le premier régime de la Guinée indépendant.